# Westeifelbahn
| |                                                                                         |                                          |                                          |
| Streckennummer: | 3100 Gerolstein–Pronsfeld 3101 Pronsfeld–Ihren Grenze L 46 (Ihren Grenze–Lommersweiler) |                                          |                                          |
| Kursbuchstrecke (DB): | 434, vor 1970 248p                                                                      |                                          |                                          |
| Kursbuchstrecke: | 248q (1946)                                                                             |                                          |                                          |
| Streckenlänge: | 53 km                                                                                   |                                          |                                          |
| Spurweite: | 1435 mm (Normalspur)                                                                    |                                          |                                          |
| |                                                                                         |                                          |                                          |
| \| \| \| von (Remagen–Dümpelfeld–) Hillesheim \| \| \| \| \| Eifelquerbahn von Andernach–Mayen \| \| \| \| \| Eifelstrecke von Köln \| \| \| \| 0,0 \| Gerolstein \| Gerolstein \| \| \| \| Eifelstrecke nach Trier \| \| \| \| \| Kyll \| \| \| \| 1,6 \| Lissingen \| Lissingen \| \| \| 5,0 \| Müllenborn Ort \| Müllenborn Ort \| \| \| 6,3 \| Müllenborn \| Müllenborn \| \| \| 10,4 \| Büdesheim \| Büdesheim \| \| \| \| Schwirzheim \| \| \| \| 15,0 \| Industrieanschluss Stihl-Werk Weinsheim \| Industrieanschluss Stihl-Werk Weinsheim \| \| \| 15,9 \| Gondelsheim (Eifel) \| Gondelsheim (Eifel) \| \| \| 19,3 \| Willwerath \| Willwerath \| \| \| ca. 23,5 \| heutiges Gleisende \| heutiges Gleisende \| \| \| \| Prüm \| \| \| \| 24,3 \| Prüm (Eifel) \| Prüm (Eifel) \| \| \| 29,3 \| Watzerath \| Watzerath \| \| \| 32,5 \| Pronsfeld \| Pronsfeld \| \| \| \| Stichstrecken nach Neuerburg / Waxweiler \| \| \| \| 38,8 \| Habscheider Mühle \| Habscheider Mühle \| \| \| 43,2 \| Bleialf \| Bleialf \| \| \| \| Bleialfer Tunnel (401 m) \| \| \| \| 48,6 \| Ihren (ab 1925) \| Ihren (ab 1925) \| \| \| 50,0 \| Ihren Grenze (ab Anfang 1950er-Jahre) \| Ihren Grenze (ab Anfang 1950er-Jahre) \| \| \| \| Ihrenbach, Grenze Deutschland / Belgien \| \| \| \| 50,9 \| Steinebrück \| Steinebrück \| \| \| \| Vennbahn von Ulflingen (L 47) \| \| \| \| 52,8 \| Lommersweiler \| Lommersweiler \| \| \| \| Vennbahn nach Sankt Vith (L 47) \| \| |                                                                                         |                                          |                                          |
| |                                                                                         | von (Remagen–Dümpelfeld–) Hillesheim     |                                          |
| |                                                                                         | Eifelquerbahn von Andernach–Mayen        |                                          |
| Kreuzung geradeaus oben · Abzweig geradeaus und von rechts |                                                                                         | Eifelstrecke von Köln                    | Eifelstrecke von Köln                    |
| Bahnhof | 0,0                                                                                     | Gerolstein                               | Gerolstein                               |
| |                                                                                         | Eifelstrecke nach Trier                  |                                          |
| Brücke über Wasserlauf (Strecke außer Betrieb) |                                                                                         | Kyll                                     | Kyll                                     |
| Haltepunkt / Haltestelle (Strecke außer Betrieb) | 1,6                                                                                     | Lissingen                                | Lissingen                                |
| Haltepunkt / Haltestelle (Strecke außer Betrieb) | 5,0                                                                                     | Müllenborn Ort                           | Müllenborn Ort                           |
| Haltepunkt / Haltestelle (Strecke außer Betrieb) | 6,3                                                                                     | Müllenborn                               | Müllenborn                               |
| Haltepunkt / Haltestelle (Strecke außer Betrieb) | 10,4                                                                                    | Büdesheim                                | Büdesheim                                |
| Haltepunkt / Haltestelle (Strecke außer Betrieb) |                                                                                         | Schwirzheim                              | Schwirzheim                              |
| Abzweig geradeaus und von links (Strecke außer Betrieb) | 15,0                                                                                    | Industrieanschluss Stihl-Werk Weinsheim  | Industrieanschluss Stihl-Werk Weinsheim  |
| Bahnhof (Strecke außer Betrieb) | 15,9                                                                                    | Gondelsheim (Eifel)                      | Gondelsheim (Eifel)                      |
| Haltepunkt / Haltestelle (Strecke außer Betrieb) | 19,3                                                                                    | Willwerath                               | Willwerath                               |
| | ca. 23,5                                                                                | heutiges Gleisende                       | heutiges Gleisende                       |
| Brücke über Wasserlauf (Strecke außer Betrieb) |                                                                                         | Prüm                                     | Prüm                                     |
| Bahnhof (Strecke außer Betrieb) | 24,3                                                                                    | Prüm (Eifel)                             | Prüm (Eifel)                             |
| Haltepunkt / Haltestelle (Strecke außer Betrieb) | 29,3                                                                                    | Watzerath                                | Watzerath                                |
| Bahnhof (Strecke außer Betrieb) | 32,5                                                                                    | Pronsfeld                                | Pronsfeld                                |
| Abzweig geradeaus und nach links (Strecke außer Betrieb) |                                                                                         | Stichstrecken nach Neuerburg / Waxweiler | Stichstrecken nach Neuerburg / Waxweiler |
| Haltepunkt / Haltestelle (Strecke außer Betrieb) | 38,8                                                                                    | Habscheider Mühle                        | Habscheider Mühle                        |
| Bahnhof (Strecke außer Betrieb) | 43,2                                                                                    | Bleialf                                  | Bleialf                                  |
| Tunnel (Strecke außer Betrieb) |                                                                                         | Bleialfer Tunnel (401 m)                 | Bleialfer Tunnel (401 m)                 |
| Bahnhof (Strecke außer Betrieb) | 48,6                                                                                    | Ihren (ab 1925)                          | Ihren (ab 1925)                          |
| Haltepunkt / Haltestelle (Strecke außer Betrieb) | 50,0                                                                                    | Ihren Grenze (ab Anfang 1950er-Jahre)    | Ihren Grenze (ab Anfang 1950er-Jahre)    |
| Grenze auf Brücke über Wasserlauf (Strecke außer Betrieb) |                                                                                         | Ihrenbach, Grenze Deutschland / Belgien  | Ihrenbach, Grenze Deutschland / Belgien  |
| Haltepunkt / Haltestelle (Strecke außer Betrieb) | 50,9                                                                                    | Steinebrück                              | Steinebrück                              |
| Abzweig geradeaus und von links (Strecke außer Betrieb) |                                                                                         | Vennbahn von Ulflingen (L 47)            | Vennbahn von Ulflingen (L 47)            |
| Bahnhof (Strecke außer Betrieb) | 52,8                                                                                    | Lommersweiler                            | Lommersweiler                            |
| |                                                                                         | Vennbahn nach Sankt Vith (L 47)          |                                          |

Die Westeifelbahn (auch Prümtalbahn) ist eine 1883 eröffnete und 2001 stillgelegte Eisenbahnstrecke, die in Gerolstein westwärts von der Eifelstrecke abzweigte und als Nebenbahn über Prüm (Eifel) bis nach Lommersweiler (bis 1918 im Deutschen Reich, heute in Belgien) führte.

## Verlauf
Zwischen Willwerath und Pronsfeld folgt die Westeifelbahn der Prüm, danach verläuft sie im Tal des Alfbaches bergan bis zu ihrem höchsten Punkt am Bleialfer Tunnel. Ab dort folgt sie dem Verlauf des Ihrenbaches und der Our. In Pronsfeld zweigten die eingleisigen Stichstrecken nach Waxweiler und nach Neuerburg ab.

## Geschichte
Im Februar 1881 wurde die preußische Regierung vom Landtag ermächtigt, die Bahnstrecke zu bauen. Begründet hatte die Regierung den Bauantrag mit der „wahrhaft trostlosen Lage“ und der Warnung vor „Zustände[n] … wie in Oberschlesien“. Am 22. Dezember 1883 wurde als erster Abschnitt die Strecke zwischen Gerolstein und Prüm (Eifel) eröffnet. Am 1. Oktober 1886 wurde der Streckenabschnitt Prüm (Eifel) – Bleialf, genau zwei Jahre später der Abschnitt bis Lommersweiler eröffnet. Am 6. Juli 1907 folgte die Eröffnung der Stichstrecken von Pronsfeld nach Waxweiler sowie der Bahnstrecke Pronsfeld–Neuerburg. Die Bahnbauten erfolgten auch unter militärstrategischen Erwägungen im Zusammenhang mit dem Schlieffen-Plan für einen Angriff auf Belgien. Aus demselben Grund wurde 1910 ein zweites Gleis von Gerolstein bis Sankt Vith gebaut. 1914 verkehrten täglich sechs Zugpaare zwischen Gerolstein und St. Vith.
Ab 1920 verkehrten täglich zwei Zugpaare bis St. Vith. Im Friedensvertrag von Versailles wurde die Grenze zwischen Belgien und Deutschland verschoben. Bleialf wurde zum Grenzbahnhof (Zollstation und Passkontrolle). Im Fahrplan wurden die Fahrzeiten ab Steinebrück entsprechend der Westeuropäischen Zeitzone (WEZ) angegeben. An Markttagen in Prüm und Neuerburg wurden zusätzliche Züge eingesetzt.
Das zweite Streckengleis wurde 1930 gemäß dem Versailler Vertrag abgebaut.
Im Zweiten Weltkrieg, speziell 1944, sprengten Wehrmachtsoldaten Brücken und Viadukte, um den Vormarsch westalliierter Truppen zu verlangsamen.
Der Abschnitt zwischen Gerolstein und Prüm wurde am 22. November 1948, die weitere Strecke bis Ihren am 17. Oktober 1949 wiedereröffnet. Die Strecke auf belgischem Gebiet wurde nicht wieder aufgebaut. Der Zugverkehr wurde mit Schienenbussen durchgeführt.
Am 1. Januar 1966 wurden der erste Streckenabschnitt zwischen Pronsfeld und der Landesgrenze bei Ihren für den Personenverkehr stillgelegt. Der Abschnitt zwischen Bleialf und der Landesgrenze wurde an diesem Tag für den gesamten Verkehr stillgelegt. Auf dem Streckenabschnitt zwischen Prüm und Pronsfeld verkehren seit dem 28. Mai 1972 keine fahrplanmäßigen Personenzüge mehr. Im Jahr 1972 wurden die Haltepunkte Müllenborn Ort und Schwirzheim neu eingerichtet. Zuletzt wurde die Strecke zwischen Gerolstein und Prüm am 27. September 1980 für den Personenverkehr stillgelegt. Einzelne Sonderzüge verkehrten weiterhin. Einige Jahre vor dem Ende des Personenverkehrs wurde im Mai 1987 das Streckenstück zwischen Pronsfeld und Bleialf für den Gesamtverkehr stillgelegt.
Auf dem verbliebenen Abschnitt wurde der Güterverkehr eingestellt
- zwischen Prüm und Pronsfeld am 31. Dezember 1994,
- zwischen Gondelsheim (Eifel) und Prüm am 30. Juni 1996 und
- zwischen Gerolstein und Gondelsheim (Eifel) am 1. Juni 1999.

Im Dezember 2000 hielt als letzter Zug ein Sonderzug der lokalen Eisenbahnfreunde am Bahnhof der Abteistadt Prüm. Später wurden die Gleisanlagen ab dem Bahnübergang Prümtalstraße in Prüm demontiert.
Am 11. Juni 2001 genehmigte das Eisenbahn-Bundesamt die Stilllegung nach §11 AEG zwischen Gerolstein und Pronsfeld.
Die Strecke wurde zunächst ab Pronsfeld in Richtung Bleialf zurückgebaut, im Frühjahr 2006 auch zwischen Prüm und Pronsfeld.

## Heutige Nutzung der Strecke

### Abschnitt Prüm (Eifel)–Grenze D/B

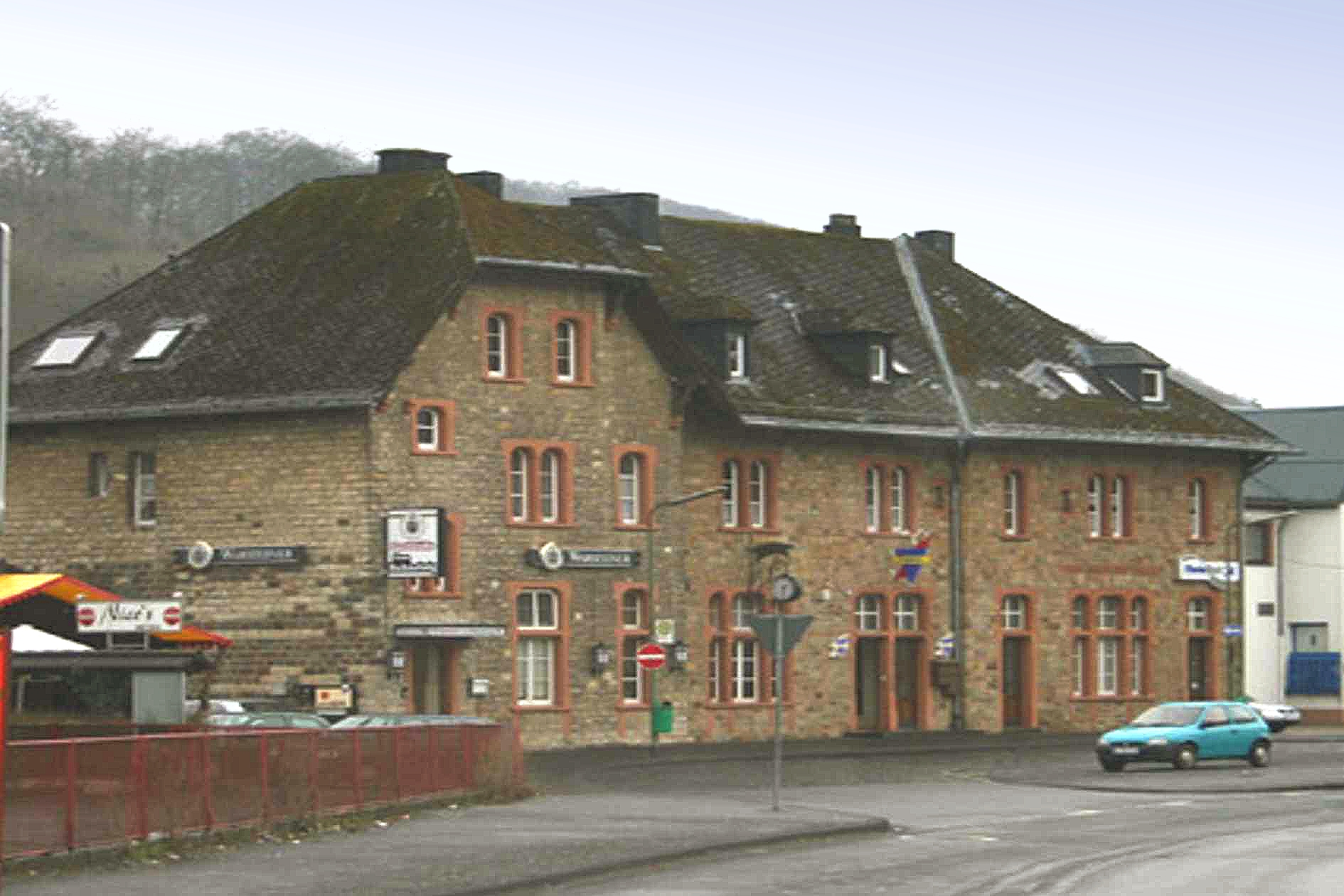
Ehemaliges Bahnhofsgebäude Prüm, Straßenseite

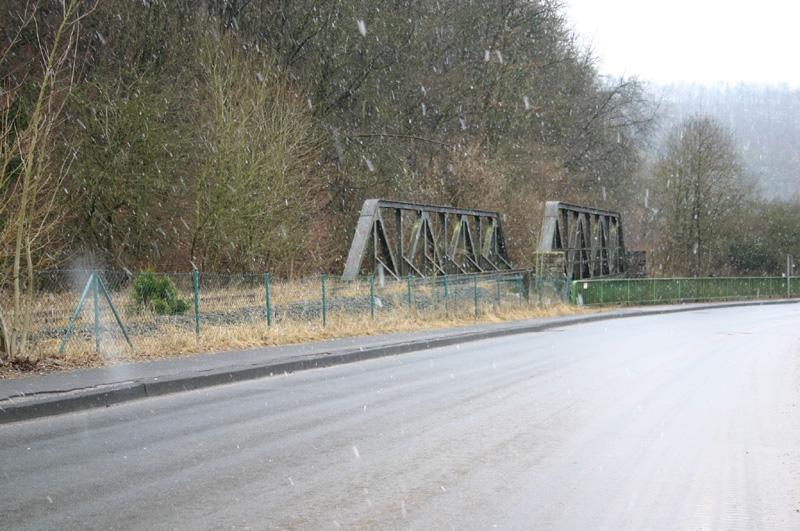
Stahlbrücke über die Prüm

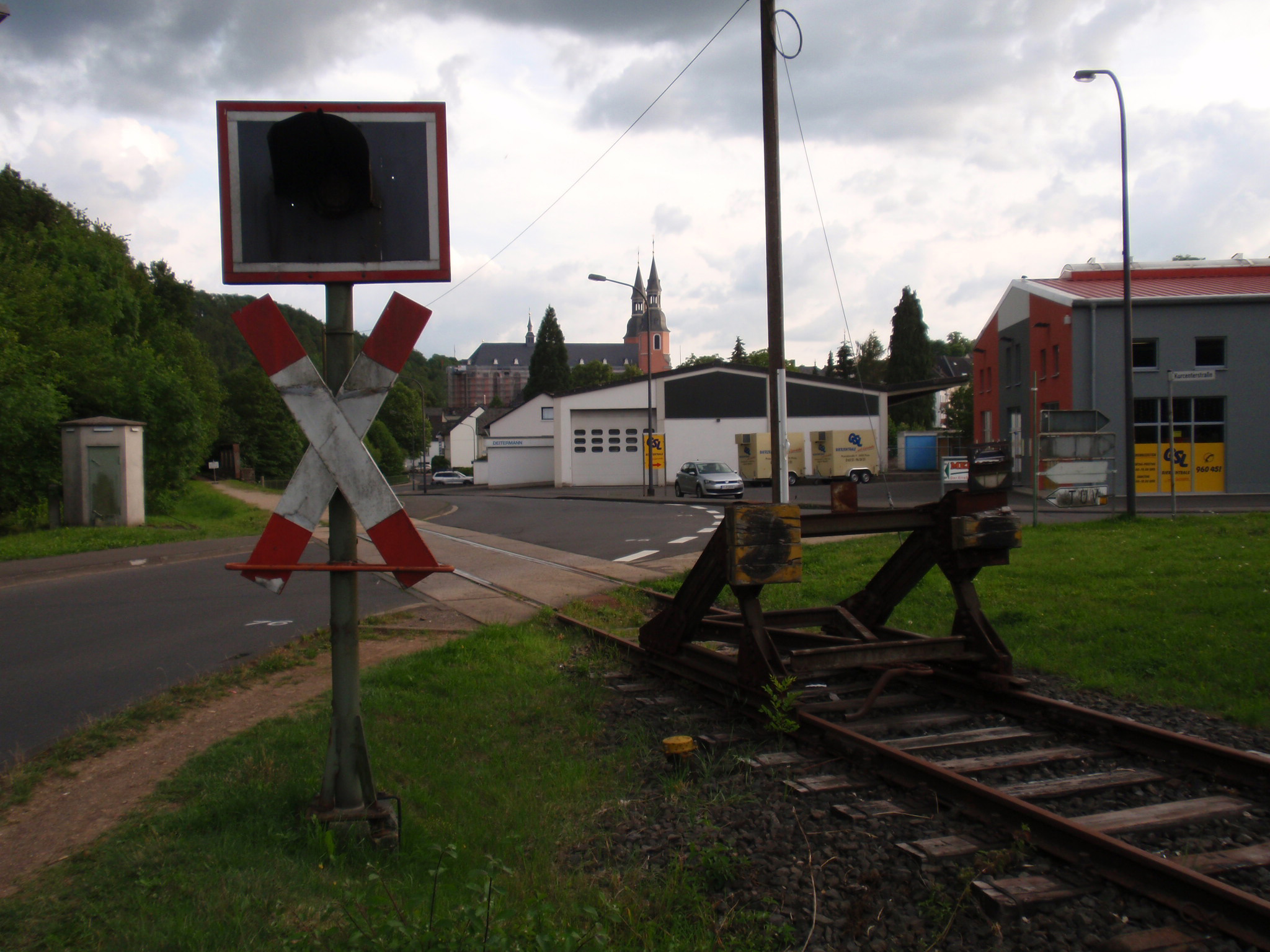
Heutiges Gleisende vor Prüm beim Bahnübergang km 23,476

Zunächst wurde die stillgelegte Strecke meist sich selbst überlassen; auf Teilstücken der zurückgebauten Trasse wurden Wirtschaftswege eingerichtet. Seit 2002 erfolgt ein Ausbau zu einem Radwegenetz zusammen mit der Enztalbahn und der Stichstrecke nach Waxweiler.
Seit Juni 2006 ist auch die Trasse Prüm (Eifel)–Pronsfeld asphaltiert. Auch von Pronsfeld bis Bleialf ist der Ausbau zum Radweg fertiggestellt. Über den Abschnitt Prüm – Bleialf führt heute der Eifel-Ardennen-Radweg (Nürburgring – St. Vith); das Teilstück von Prüm über Pronsfeld sowie die Stichstrecke nach Waxweiler wird vom Prümtal-Radweg (Stadtkyll – Minden an der Sauer) genutzt. Der weitere Ausbau bis nach Sankt Vith wurde 2008 abgeschlossen. Seit 2007 wird während der Sommermonate der Bleialfer Tunnel geöffnet. Um die Fledermäuse, die sich dort angesiedelt haben, störungsfrei überwintern zu lassen, wird der Tunnel jedoch vom 1. November bis zum 31. März gesperrt.

### Abschnitt Gerolstein–Prüm (Eifel)
Auf dem Abschnitt Gerolstein–Prüm (Eifel) liegen noch die Gleise. 2005 erwarben die Verbandsgemeinde Prüm und die Stadt Gerolstein die Trasse für 430.000 Euro, sie wurde jedoch nicht von Bahnbetriebszwecken freigestellt. Im Herbst 2006 wurde die Strecke von der Vulkan-Eifel-Bahn in Zusammenarbeit mit der IG Westeifelbahn und dem Eifelbahn e. V. freigeschnitten. Danach befuhr ein Schienenbus die Strecke. Diese bisher letzte Fahrt wurde für die Sendung Eisenbahnromantik Nr. 636 vom 1. April 2007 des SWR dokumentiert. Die weitere Nutzung ist jedoch weiter ungewiss, der Freischnitt ist nur als ein Schritt zum Streckenerhalt zu sehen. Die Strecke ist rechtlich auch weiterhin stillgelegt, aber nicht von Bahnbetriebszwecken freigestellt.
In der Diskussion zur weiteren Nutzung der Bahntrasse waren entweder ein Draisinenverkehr, ein Freizeitverkehr (wie zeitweilig auf der Eifelquerbahn) oder ein Radweg. Am 11. Dezember 2007 hat der Rat der Verbandsgemeinde Prüm mehrheitlich für den Abbau der Gleise und einen Antrag auf Freistellung gestimmt. Dieser Antrag wurde zu Weihnachten 2009 beim Eisenbahn-Bundesamt gestellt, ruhte aber dann, um nach Erteilung einer Betriebsgenehmigung abgelehnt zu werden.
Ein Antrag der Rhein-Sieg-Eisenbahn (RSE), die Bahnstrecke zwischen Prüm und Gerolstein wieder in Betrieb zu nehmen, wurde Anfang September 2011 vom rheinland-pfälzischen Verkehrsministerium abgelehnt, weil die RSE nicht nachweisen könne, dass sie über die erforderliche finanzielle Leistungsfähigkeit für die Instandsetzung und Erhaltung der Infrastruktur verfügt. Die Rhein-Sieg-Eisenbahn legte dagegen Klage beim Verwaltungsgericht in Mainz ein. Am 15. August 2012 wies das VG Mainz die Klage der RSE ab, im Berufungsverfahren vor dem OVG Koblenz bekam die RSE dann im Januar 2014 Recht. Daraufhin erhielt die RSE im März 2014 eine 10-jährige Betriebsgenehmigung.
Im September 2017 wurde diese Betriebsgenehmigung entzogen, weil „auf der Strecke nichts passiert“ sei. Die RSE erhob dagegen erneut Klage. Einer der Gründe für die fehlenden Fahrten: die RSE wurde von den Eigentümerkommunen der Strecke, darunter die Verbandsgemeinde (VG) Prüm, nicht auf die Strecke gelassen. Ebenfalls im September 2017 stellte die VG Prüm erneut einen Antrag auf Entwidmung.
Ende Januar 2018 zog die RSE die Klage gegen den erneuten Entzug der Betriebsgenehmigung überraschend zurück. Unmittelbar darauf kündigte die Vulkaneifelbahn an, eine Betriebsgenehmigung zu beantragen. Deren Geschäftsführer Jörg Petry hatte der Stadt Gerolstein schon Anfang 2017 vorgestellt, eine Tourismusbahn zwischen Gerolstein und Müllenborn fahren zu wollen.
Im September 2018 wurde die Bahnbrücke über die Kyll bei Lissingen auf Betreiben der Kommunen abgerissen. Von den kommunalen Verantwortungsträgern wurden Sicherheitsmängel wegen des schmalen Durchlasses für die Bundesstraße 410 als Grund für die umstrittene Beseitigung der nicht baufälligen Brücke angeführt. Damit ist die Bahn-Verbindung nach Prüm kurz hinter Gerolstein unterbrochen. Für einen Neubau einer Eisenbahnbrücke müsste sich ein Eisenbahnunternehmen, das die Strecke reaktivieren wollte, mit einer sechsstelligen Summe beteiligen, da damit eine Wertsteigerung verbunden wäre. Da dies kaum zu erwarten ist, zeigen sich die kommunalen Verantwortlichen zuversichtlich, dem angestrebten Umbau der Strecke zu einem Fahrradweg ein entscheidendes Stück näher gekommen zu sein.
In Spätsommer 2020 erhielten die beteiligten Kommunen den Bescheid vom Landesbetrieb Mobilität, dass die Westeifelbahn mangels ernsthaften Interesses potentieller Betreiber von Bahnbetriebszwecken freigestellt wird. Die Interessengemeinschaften Westeifelbahn und Eifelquerbahn legten daraufhin beim Verwaltungsgericht in Trier Widerspruch gegen den Freistellungsbescheid ein, den sie im Juni 2021 zurückzogen. Damit ist die Entwidmung der Strecke rechtsgültig und die Kommunen kündigten an, die nunmehr mögliche Umwandlung der Strecke in den lange geplanten Radweg zu realisieren.